# Lukas Dauser
Lukas Dauser (n. 15 iunie 1993, Ebersberg, Bavaria, Germania) este un gimnast ce a reprezentat Germania, medaliat olimpic. A participat la 3 ediții ale Jocurilor Olimpice (2016, 2020, 2024) în care a câștigat o medalie de argint.